# 柔枝泽藓
柔枝泽藓（学名：Philonotis mollis），又名柔叶泽藓，为珠藓科泽藓属下的一个种。其种加词“mollis ”意为“柔软的”。